# SIKART
SIKART es un diccionario biográfico y una base de datos sobre arte visual de Suiza y Liechtenstein. Se publica en línea por el Instituto Suizo para la Investigación del Arte (SIAR). Conceptualmente y en contenido, es una versión en línea ampliada y continuamente actualizada del Léogrito Biográfico de Arte Suizo 1998 del SIAR, que incluyó 12.000 entradas cortas y unos 1100 artículos biográficos detallados.

## Alcance
SIKART se establece que está destinada tanto a especialistas y miembros del público en general con interés en el arte. Cubre artistas profesionales de Suiza y Liechtenstein "que trabajan o han trabajado en los géneros de la pintura, dibujo, grabado, escultura, vídeo, instalaciones, fotografía, artes escénicas y de la web", pero no los artistas "que trabajaron o trabajan exclusivamente en artes aplicadas (artes gráficas, diseño, fundición de campanas, orfebrería, cerámica, fotografía documental, etc.)"
El contenido está escrito en el lenguaje de la artista está más asociado con: francés, italiano o alemán. Los artistas se han valorado con una a cinco estrellas en función de su importancia, que determina la profundidad de la cobertura. Para todos los artistas en SIKART, la base de datos registra el nombre (y todas las variantes), las fechas de nacimiento y muerte, un breve curriculum vitae, palabras clave y descriptores, entradas de léxicos, una bibliografía y un enlace a la página web del artista (si lo hay). Para los artistas calificados con tres a cinco estrellas, también se proporcionan artículos biográficos de dos a cuatro páginas de extensión, así como reproducciones digitales de sus obras de arte.

## Financiamiento
SIKART está financiado por la Confederación Suiza, los cantones suizos y donantes privados. La página web se puede acceder de forma gratuita, pero en el lanzamiento SIAR la intención de cobrar por el acceso a una fecha posterior a fin de permitir SIKART a operar independientemente de los fondos públicos.